# Gare de Chemult
La  gare de Chemult est une gare ferroviaire des États-Unis située à Chemult en Oregon; Elle est desservie par Amtrak. C'est une gare sans personnel.

## Service des voyageurs

### Desserte
- Ligne d'Amtrak[1] :
  - Le Coast Starlight: Los Angeles - Seattle